# Григорий Андреевич Мамон
Григорий Андреевич Дмитриев-Нетшин по прозвищу Мамон (ум. 1509/1510) — окольничий на службе у московского князя Ивана III с 1499/1500 года.

## Происхождение и семья
Дворянин из рода Нетшиных — XX колено от Рюрика. Сын Андрея Дмитриевича Нетшина, внук Дмитрия Александровича Нетшина (по которому назывался Дмитриевым) и правнук Александра Юрьевича Нетши (по которому назывался Нетшиным). Его мать Марья была сожжена князем Иваном Андреевичем Можайским за колдовство.
По версии В. В. Богуславского — основатель рода Дмитриевых-Мамоновых. Однако в соответствии с «Родословными Записями Л. М. Савёлова» (3-й выпуск 1909 г.) основатель рода - его двоюродный брат Дмитрий Иванович Дмитриев. 
Григорий Андреевич имел сыновей — Ивана и Фёдора.
В Родословной книге князя М. А. Оболенского записано: Род Мамоновых. Во дни великого князя Василия Дмитриевича был у него окольничий Григорий Андреевич Мамонов. И от него пошли роды Мамоновых, да Внуковы, да Юслюмовы.

## Служба
С 1480 года — один из близких советников Ивана III. В 1500 году присутствовал на свадьбе В. Д. Холмского. В 1504 году ему докладывали «полные грамоты» по Москве. В 1509 году был оставлен в Москве, видимо, уже по возрасту и состоянию здоровья. В том же году сделал вклад в Иосифо-Волоколамский монастырь.

## Дети
- Иван Григорьевич Большой Мамонов (ум. 1504/1505?), окольничий[К 1], бездетен[3][4];
- Фёдор Григорьевич Мамонов, бездетен[3][4];
- Иван Григорьевич Меньшой Мамонов (ум. 1516), посол в Крым с 1514, бездетен[3][4].

## Киновоплощения
- Телесериал «София» — Борис Невзоров